# Nederlands landskampioenschap voetbal 1923/1924
Třicátý šestý ročník Nederlands landskampioenschap voetbal (česky: Nizozemské fotbalové mistrovství) se účastnilo již nově 51 klubů, které byly rozděleny do pěti skupin (Východní, západní (A a B), jižní a západní).
Vítězové skupin odehrály zápasy v jedné skupině každý s každým. Titul získal poprvé v klubové historii Feyenoord Rotterdam.